# Umaglesi Liga 1990
L'Umaglesi Liga 1990 è stata la prima edizione della massima serie del campionato georgiano di calcio. La stagione è iniziata il 30 marzo 1990 e si è conclusa il 12 novembre 1990, tre giorni prima della proclamazione della Repubblica di Georgia, che avrebbe dichiarato l'indipendenza dall'Unione Sovietica il 21 aprile 1991. L'Iberia Tbilisi ha vinto il campionato.

## Stagione

### Novità
Le squadre partecipanti provenivano da diverse divisioni del campionato sovietico di calcio. L'Iberia Tbilisi (con la denominazione Dinamo Tbilisi) proveniva dalla Vysšaja Liga, la massima serie sovietica, mentre il Guria Lanchkhuti (che era stata promossa), il Batumi e il Kutaisi provenivano dalla Pervaja Liga, seconda serie sovietica, a cui avrebbe dovuto accedere anche la Tskhumi Sukhumi neopromossa dalla terza serie interregionale che fornì altri 6 club. Il resto venne riempito da squadre del vecchio campionato regionale georgiano della federazione sovietica. 
La secessione verso una competizione non riconosciuta internazionalmente costò alla ex Dinamo Tblisi la squalifica dalla raggiunta qualificazione in Coppa UEFA.

### Formula
Le 18 squadre partecipanti si sono affrontate in un girone all'italiana con partite di andata e ritorno, per un totale di 34 giornate. La squadra prima classificata è stata dichiarata campione di Georgia. L'ultima classificata veniva direttamente retrocesse in Pirveli Liga.

### Avvenimenti
Il Liakhvi Tskhinvali si è ritirato dal campionato nel corso del girone di ritorno a causa di instabilità politica nell'Ossezia del Sud. Tutte le rimanenti partite sono state date perse 0-3 a tavolino e la squadra è stata retrocessa in Pirveli Liga.

## Squadre partecipanti
| Club                   | Città        | Stagione 1989                                              |
| ---------------------- | ------------ | ---------------------------------------------------------- |
| Amirani Ochamchire     | Ochamchire   | ?                                                          |
| Batumi                 | Batumi       | 18º posto in Pervaja Liga (come Dinamo Batumi)             |
| Dila Gori              | Gori         | 6º posto in Vtoraja Liga zona 9                            |
| Gorda Rustavi          | Rustavi      | ?                                                          |
| Guria Lanchkhuti       | Lanchkhuti   | 2º posto in Pervaja Liga                                   |
| Iberia Tbilisi         | Tbilisi      | 11º posto in Vysšaja Liga (come Dinamo Tbilisi)            |
| Iveria Khashuri        | Khashuri     | ?                                                          |
| K'olkheti Khobi        | Khobi        | 5º posto in Vtoraja Liga zona 9                            |
| K'olkheti-1913 Poti    | Poti         | 2º posto in Vtoraja Liga zona 9                            |
| Kutaisi                | Kutaisi      | 13º posto in Pervaja Liga (come Torpedo Kutaisi)           |
| Liakhvi Tskhinvali     | Tskhinvali   | ?                                                          |
| Mertskhali Ozurgeti    | Ozurgeti     | 12º posto in Vtoraja Liga zona 9                           |
| Mziuri Gali            | Gali         | ?                                                          |
| Odishi Zugdidi         | Zugdidi      | ?                                                          |
| Samgurali Ts'q'alt'ubo | Ts'q'alt'ubo | ?                                                          |
| Sanavardo Samt'redia   | Samtredia    | 4º posto in Vtoraja Liga zona 9 (come Lokomotiv Samtredia) |
| Shevardeni-1906        | Tbilisi      | 20º posto in Vtoraja Liga zona 9                           |
| Tskhumi Sukhumi        | Sukhumi      | 1º posto in Vtoraja Liga gruppo 3 finale                   |

## Classifica finale
|  | Pos. | Squadra                | Pt | G  | V  | N  | P  | GF | GS  | DR   |
|  | ---- | ---------------------- | -- | -- | -- | -- | -- | -- | --- | ---- |
|  | 1.   | Iberia Tbilisi         | 78 | 34 | 24 | 6  | 4  | 91 | 23  | +68  |
|  | 2.   | Guria Lanchkhuti       | 72 | 34 | 22 | 6  | 6  | 73 | 20  | +53  |
|  | 3.   | Gorda Rustavi          | 69 | 34 | 22 | 3  | 9  | 63 | 33  | +30  |
|  | 4.   | Kutaisi                | 65 | 34 | 20 | 5  | 9  | 62 | 33  | +29  |
|  | 5.   | K'olkheti-1913 Poti    | 62 | 34 | 19 | 5  | 10 | 53 | 31  | +22  |
|  | 6.   | Batumi                 | 61 | 34 | 18 | 7  | 9  | 56 | 28  | +28  |
|  | 7.   | Tskhumi Sukhumi        | 49 | 34 | 13 | 10 | 11 | 50 | 36  | +14  |
|  | 8.   | Odishi Zugdidi         | 46 | 34 | 12 | 10 | 12 | 47 | 38  | +9   |
|  | 9.   | Mertskhali Ozurgeti    | 43 | 34 | 11 | 10 | 13 | 49 | 47  | +2   |
|  | 10.  | Dila Gori              | 42 | 34 | 12 | 6  | 16 | 52 | 58  | -6   |
|  | 11.  | K'olkheti Khobi        | 41 | 34 | 11 | 8  | 15 | 42 | 43  | -1   |
|  | 12.  | Sanavardo Samt'redia   | 40 | 34 | 11 | 7  | 16 | 35 | 50  | -15  |
|  | 13.  | Mziuri Gali            | 40 | 34 | 11 | 7  | 16 | 47 | 69  | -22  |
|  | 14.  | Samgurali Ts'q'alt'ubo | 39 | 34 | 11 | 6  | 17 | 42 | 57  | -15  |
|  | 15.  | Iveria Khashuri        | 38 | 34 | 11 | 5  | 18 | 33 | 61  | -28  |
|  | 16.  | Shevardeni-1906        | 38 | 34 | 10 | 8  | 16 | 39 | 64  | -25  |
|  | 17.  | Amirani Ochamchire     | 37 | 34 | 10 | 7  | 17 | 36 | 55  | -19  |
|  | 18.  | Liakhvi Tskhinvali     | 0  | 34 | 0  | 0  | 34 | 11 | 135 | -124 |

Legenda:
      Campione di Georgia
      Retrocessa in Pirveli Liga 1991
Note:
Tre punti a vittoria, uno a pareggio, zero a sconfitta.

## Risultati
|                         | Ibe  | Gur  | Gor  | Kut  | Kol  | Bat  | Tsk  | Odi  | Mer  | Dil  | Koh  | San  | Mzi  | Sam  | Ive  | She  | Ami  | Lia  |
| ----------------------- | ---- | ---- | ---- | ---- | ---- | ---- | ---- | ---- | ---- | ---- | ---- | ---- | ---- | ---- | ---- | ---- | ---- | ---- |
| Iberia Tbilisi          | –––– | 1-0  | 1-1  | 2-0  | 2-1  | 3-1  | 1-1  | 4-2  | 8-1  | 5-0  | 5-0  | 4-0  | 3-1  | 7-1  | 3-0  | 2-0  | 6-0  | 7-0  |
| Guria Lanchkhuti        | 1-1  | –––– | 1-0  | 2-2  | 2-0  | 1-0  | 3-0  | 5-0  | 2-0  | 1-0  | 3-0  | 2-0  | 6-1  | 2-0  | 4-0  | 8-1  | 2-0  | 6-0  |
| Gorda Rustavi           | 1-0  | 0-0  | –––– | 2-1  | 2-0  | 3-0  | 3-0  | 2-1  | 2-0  | 3-0  | 1-0  | 6-4  | 4-2  | 2-0  | 3-1  | 8-1  | 1-0  | 3-0  |
| Kutaisi                 | 0-2  | 2-1  | 3-0  | –––– | 0-1  | 1-0  | 2-1  | 2-1  | 1-0  | 8-3  | 1-0  | 1-0  | 3-0  | 3-1  | 2-2  | 3-1  | 3-0* | 6-0  |
| Kolkheti Poti           | 1-0  | 0-1  | 0-1  | 2-1  | –––– | 1-0  | 1-0  | 0-0  | 4-1  | 1-0  | 0-0  | 5-0  | 4-0  | 1-0  | 2-0  | 2-0  | 3-2  | 8-1  |
| Batumi                  | 2-0  | 0-0  | 1-0  | 1-1  | 1-0  | –––– | 3-1  | 1-0  | 0-0  | 4-2  | 4-0  | 2-1  | 2-1  | 2-0  | 6-1  | 3-0  | 1-0  | 6-0  |
| Tskhumi Sukhumi         | 1-1  | 1-3  | 2-0  | 1-1  | 4-0  | 2-1  | –––– | 1-1  | 0-0  | 5-0  | 1-0  | 2-0  | 3-1  | 2-1  | 3-0  | 1-1  | 1-0  | 5-0  |
| Odishi Zugdidi          | 1-1  | 0-1  | 1-2  | 0-0  | 1-1  | 2-1  | 2-1  | –––– | 2-2  | 3-1  | 3-2  | 1-1  | 4-0  | 3-1  | 3-1  | 5-0  | 1-0  | 2-0  |
| Mertskhali Ozurgeti     | 1-4  | 5-2  | 3-1  | 0-1  | 2-0  | 0-0  | 2-1  | 0-0  | –––– | 1-1  | 2-2  | 4-0  | 4-1  | 2-1  | 4-0  | 2-0  | 1-0  | 4-0  |
| Dila Gori               | 0-3  | 1-0  | 0-2  | 3-1  | 0-1  | 0-0  | 3-2  | 2-1  | 4-2  | –––– | 1-0  | 3-0  | 5-1  | 0-0  | 3-1  | 0-0  | 7-0  | 7-1  |
| K'olkheti Khobi         | 1-2  | 1-0  | 3-1  | 0-1  | 2-0  | 0-3  | 1-0  | 1-0  | 1-1  | 3-0  | –––– | 0-0  | 1-1  | 3-1  | 5-0  | 2-0  | 2-2  | 4-0  |
| Sanavardo Samt'redia    | 0-1  | 1-0  | 1-1  | 1-0  | 0-1  | 0-1  | 0-0  | 2-0  | 1-0  | 3-1  | 2-2  | –––– | 3-2  | 0-0  | 2-0  | 3-2  | 1-0  | 3-0  |
| Mziuri Gali             | 3-2  | 0-0  | 3-2  | 0-1  | 1-4  | 2-2  | 1-0  | 0-0  | 2-1  | 1-1  | 0-0  | 1-0  | –––– | 4-2  | 3-1  | 1-1  | 4-2  | 4-0  |
| Samgurali Ts'q'alt'ubo  | 0-0  | 1-2  | 0-1  | 2-4  | 1-1  | 1-0  | 1-1  | 2-1  | 3-1  | 2-0  | 2-1  | 2-1  | 5-3  | –––– | 2-1  | 1-1  | 1-0  | 3-0* |
| Iveria Khashuri         | 0-1  | 1-3  | 0-2  | 1-0  | 0-2  | 4-3  | 0-0  | 1-0  | 0-0  | 2-1  | 1-0  | 2-1  | 0-1  | 1-0  | –––– | 2-0  | 2-0  | 5-0  |
| Shevardeni-1906 Tbilisi | 1-3  | 0-4  | 3-0  | 1-3  | 2-1  | 1-1  | 1-1  | 0-3  | 0-0  | 1-0  | 3-1  | 2-1  | 2-0  | 3-0  | 0-0  | –––– | 3-1  | 5-1  |
| Amiran Ochamchira       | 0-2  | 0-0  | 1-0  | 2-1  | 2-2  | 0-1  | 3-2  | 0-0  | 2-1  | 0-0  | 2-1  | 1-1  | 1-0  | 3-2  | 2-2  | 1-0  | –––– | 6-1  |
| Liakhvi Tskhinvali      | 1-4  | 1-5  | 0-3* | 0-3* | 2-3  | 0-3  | 0-3* | 0-3* | 0-3* | 0-3* | 0-3* | 1-2  | 0-2  | 1-3  | 1-2  | 0-3* | 0-3* | –––– |

L'asterisco indica partita data persa 0-3 a tavolino.